# Lithobius strandzanicus
Lithobius strandzanicus är en mångfotingart som först beskrevs av Ribarov 1987.  Lithobius strandzanicus ingår i släktet Lithobius och familjen stenkrypare.
Artens utbredningsområde är Bulgarien. Inga underarter finns listade i Catalogue of Life.